# 松浦淳六郎
松浦 淳六郎（まつうら じゅんろくろう、1884年8月11日—1944年2月12日）為大日本帝國陸軍軍人。最終階級為陸軍中將。舊姓・澤井。

## 經歷
福岡縣出身。大庄屋・松浦虎作的六男。就讀過東京陸軍幼年學校、陸軍幼年學校。1903年11月、陸軍士官學校（15期）畢業。翌年2月、任官步兵少尉，擔任步兵第24聯隊付。擔任過陸軍戶山學校教官、陸士教官等職。1912年11月、陸軍大學校（24期）畢業。
歷經陸士教官、朝鮮軍參謀、參謀本部員、步兵第2聯隊大隊長、參謀本部員、步兵第13聯隊長、教育總監部庶務課長、陸軍省副官等職。1930年8月、進級陸軍少將。歷任步兵第12旅團長、人事局長。1934年8月、晉升陸軍中將。為所謂的皇道派核心人物之一。
歷任陸軍歩兵學校長、第10师团長。1937年3月、二二六事件後因陸軍人事大變動編入後備軍事動員。任賀陽宮別當工作後、於1938年5月淞沪会战，被召集擔任新編的第106師團長。參加武汉会战（万家岭战役）、南昌作戰。1939年5月慘敗後調任參謀本部付，同年7月退役。

## 親族
- 兄 松浦寛威（陸軍中將）
- 義父 吉田貞準（海軍軍醫總監）